# Szénhidrát

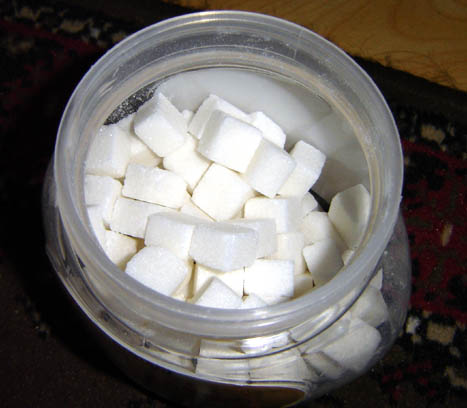
A szacharóz egyik legismertebb köznapi formája: kockacukor

A szénhidrátok vagy tudományos néven szacharidok a növények által, fotoszintézis során termelt, szén-, oxigén- és hidrogéntartalmú szerves vegyületek, melyekben a H:O arány legtöbbször 2:1 (mint a vízben), ezért régen a szén hidrátjainak gondolták őket. A szénhidrátok hevítéssel vagy erélyes vízelvonó szer hatására (például tömény kénsav) szénre és vízre bonthatók. (Az 1800-as években „szénvizegyek” néven emlegették. 1844-ben Carl Schmidt megalkotta a szénhidrát kifejezést.)
Fontos szerepük, hogy élelmiszerként fogyasztva energiát szolgáltatnak az állati és emberi szervezetben (cukrok): a bevitt energia 50-70%-a szénhidrátokból származik. Tartaléktápanyagok (keményítő), valamint vázanyagok (cellulóz) a növényekben. Ezenkívül más fontos szerves molekulák felépítésében is részt vesznek: az RNS ribózt, a DNS dezoxiribózt tartalmaz.
A szacharid szó görög eredetű, jelentése édes. A szénhidrátok közé tartozik például a szőlőcukor (glükóz), a gyümölcscukor (fruktóz), a répa- vagy nádcukor (szacharóz), a keményítő és a cellulóz.

## A szénhidrátok (szacharidok) jellemzői

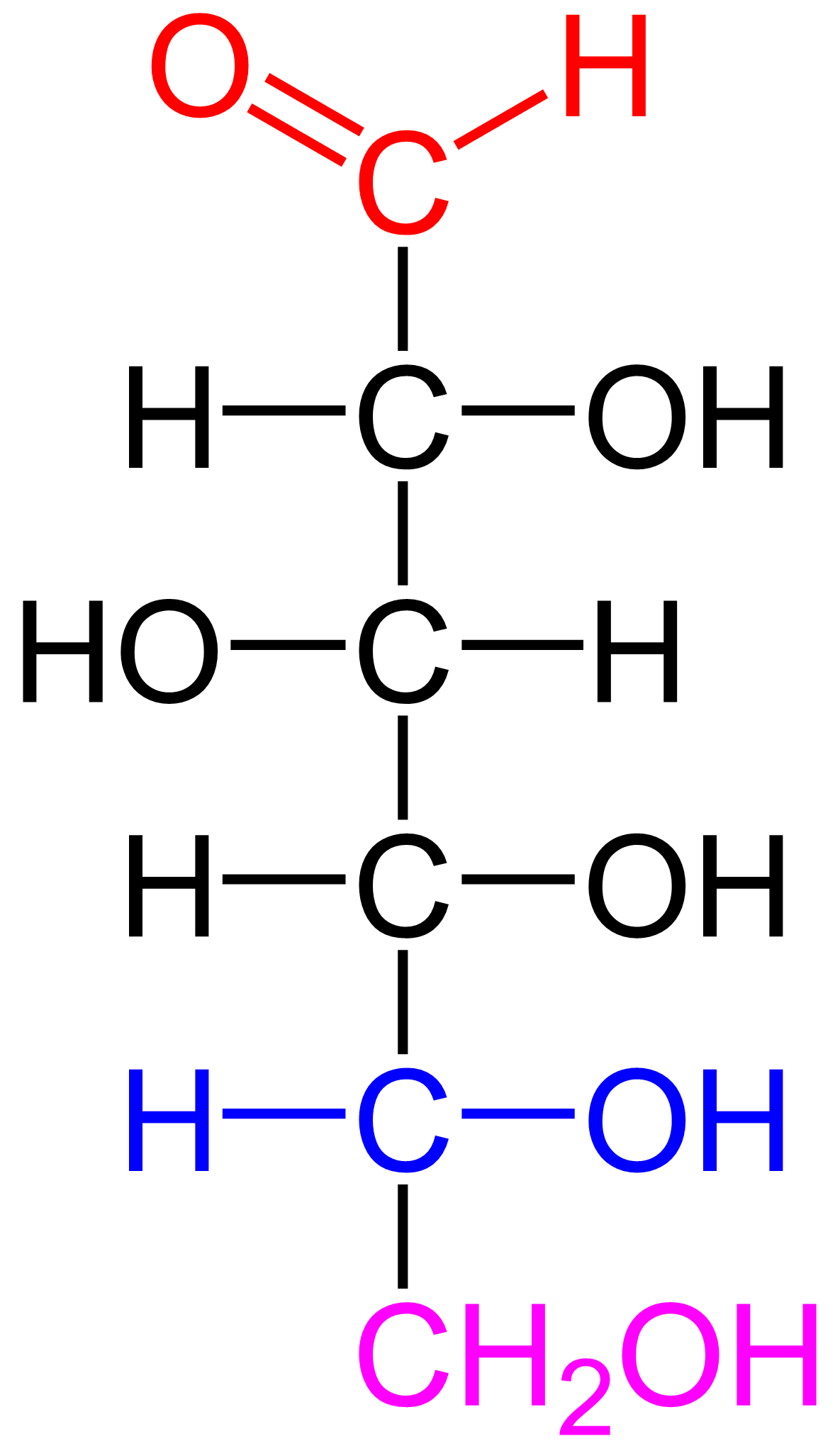
A szőlőcukor (D-glükóz) nyílt láncú képlete

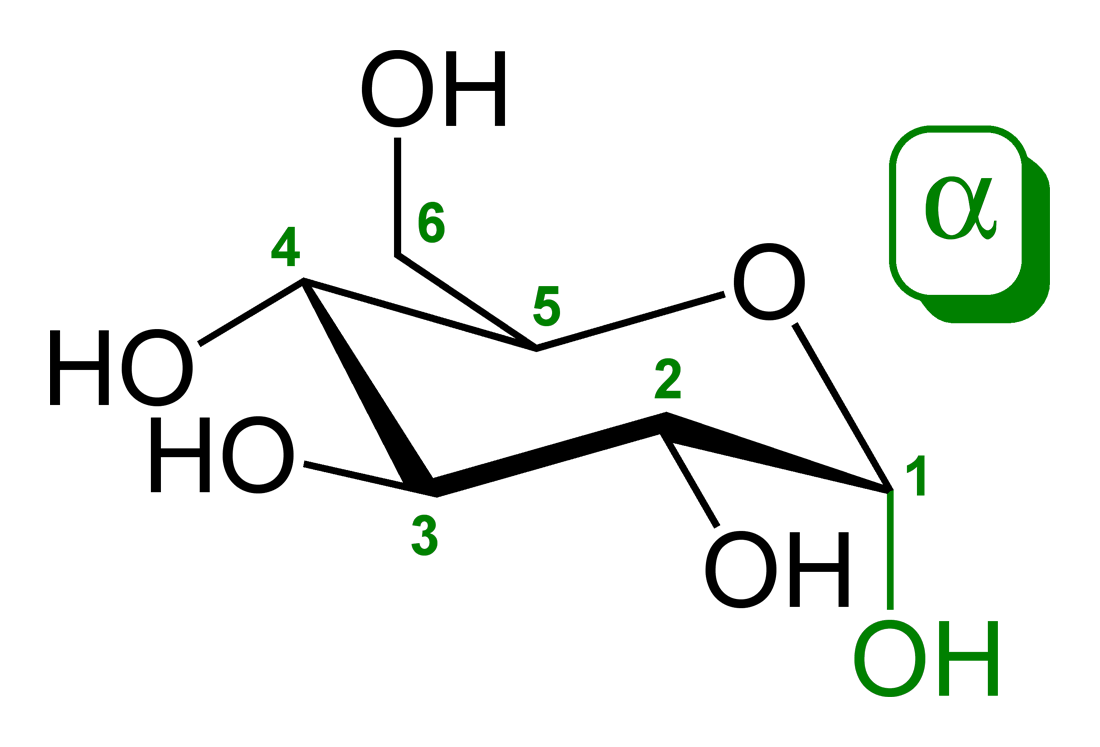
α-D-glükopiranóz

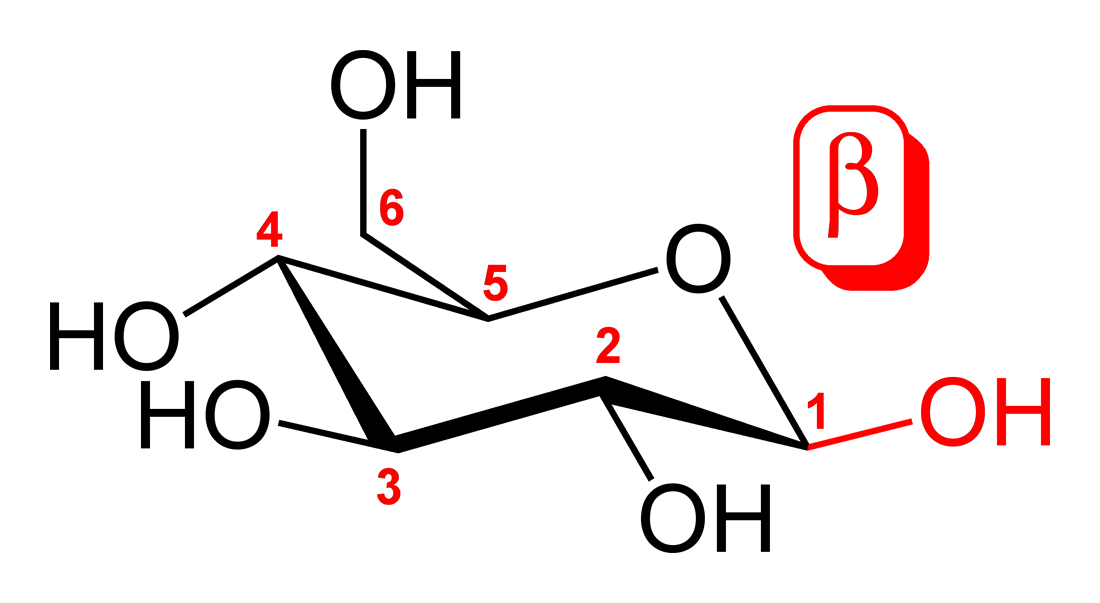
β-D-glükopiranóz

A szőlőcukor gyűrűzáródása

Mivel a természetes illetve mesterségesen előállított szénhidrátok száma igen nagy, célszerű csoportosítani őket.
A molekulaszerkezet összetettsége alapján három nagy csoportra osztjuk: 
1. A monoszacharidok a legegyszerűbb szénhidrátok, savas hidrolízissel[3] nem bonthatók egyszerűbb cukrokká.
2. A diszacharidok és oligoszacharidok összetett szénhidrátok, két vagy néhány (3, 4, 5...) monoszacharid molekulából állnak.
3. A poliszacharidok bonyolult szerkezetű óriásmolekulák, melyek nagyon nagy számú monoszacharid molekulából állnak.

### Monoszacharidok (egyszerű szénhidrátok)
A legegyszerűbb cukrok tartoznak ide, melyek savas vagy enzimes lebontással nem bonthatók egyszerűbb cukormolekulákká. A legfontosabb monoszacharidok a szőlőcukor (glükóz) és a gyümölcscukor (fruktóz).
A monoszacharidok többnyire gyűrűs vegyületek, ahol a szénlánc egy oxigénatomon keresztül záródik gyűrűvé. Vizes oldatban (kiváló oldószerük a víz) a gyűrűk egy kis százaléka lánccá nyílik ki. A monoszacharidok nyílt szénláncú molekuláiban több alkoholos hidroxilcsoport és egy karbonilcsoport (oxocsoport) található, ezért ezeket polihidroxi-oxovegyületeknek nevezzük.
A nyílt láncú szerkezetben található karbonilcsoport alapján két alapvető típust különböztetünk meg:
- aldózok: az aldózokban a karbonilcsoport mindig láncvégen található, így ezek a vegyületek oxidálhatók, adják például az ezüsttükörpróbát (például a glükóz)
- ketózok: a ketózokban a karbonilcsoport a 2. szénatomon van (például a fruktóz)

A legegyszerűbb szénhidrátok általában 3 (trióz), 4 (tetróz), 5 (pentóz), 7 (heptóz), de leggyakrabban 6 (hexóz) szénatomot tartalmazó molekulák.
Vízben jól oldódnak, édes ízűek, ilyen például a glükóz és a fruktóz. Ezek a hat szénatomos cukrok a C6H12O6 összegképlettel jellemezhetők. Ez az összegképlet a gyakorlatban 64 különböző vegyületet (izomereket; α, β, L, D) jelenthet, de a gyakoribb változatok száma kevesebb. (A fent említett glükóz és fruktóz mellett a mannóz és galaktóz is hexóz.) 
A monoszacharidok vizes közegben redukáló hatásúak, ami annak köszönhető, hogy a gyűrű az oxigénatomnál felhasad, nyílt láncú molekulává alakul. A felszakadás helyén lévő glikozidos hidroxilcsoport pedig aldehid- vagy ketocsoporttá alakul.
Pentózok
Nukleinsavak alkotói, az ATP-ben is megtalálhatók.
Hexózok
A növények és az állatvilág legfontosabb monoszacharidjai. Sejtekben, szövetekben, a szövetek közötti folyadékokban szabad állapotban is jelen vannak (nagyobb mennyiségben makromolekuláik és származékaik). Alapvető szerepük van összetettebb cukrok felépítésében.
- Fruktóz (gyümölcscukor, levulóz):
A legédesebb monoszacharid, 1,2–1,8-szor édesebb, mint a szacharóz. Szabad formájában a gyümölcsök és a méz tartalmazzák legnagyobb mennyiségben. Habár a vékonybélen keresztül abszorbeálódik fruktóz a vérbe, a máj átalakítja glükózzá.

### Diszacharidok (kettős szénhidrátok) és oligoszacharidok
Szintén édes ízű, vízoldékony vegyületek. Két vagy néhány, egyszerű szénhidrát (monoszacharid) molekulából állnak. Legfontosabb képviselői a szacharóz (asztali cukor, nádcukor, répacukor), a laktóz (tejcukor), a maltóz (malátacukor) és a cellobióz.

A répacukor (szacharóz) is diszacharid

A diszacharidok két monoszacharid molekulából képződnek vízkilépéssel. A kapcsolat a két glikozidos hidroxilcsoport, vagy egy glikozidos hidroxilcsoport és egy alkoholos hidroxilcsoport között jön létre.
A molekula létrejöhet két egyforma (például 2 α-glükóz → maltóz, 2 β-glükóz → cellobióz) vagy két különböző monoszacharid (1 β-fruktóz + 1 α-glükóz → szacharóz) kapcsolatából.
Az oligoszacharidok kis számú monoszacharid-egység összekapcsolódása során jönnek létre.

### Poliszacharidok (összetett szénhidrátok)

Cellulóz

A poliszacharidok n számú monoszacharid-egység összekapcsolódása során létrejövő óriásmolekulák, más néven makromolekulák
Számos módosulat és vegyület közül a legfontosabbak:
- a keményítő
- a glikogén („állati keményítő”)
- és a cellulóz

A keményítő a növények egyik legfontosabb tartaléktápanyaga, melyet az állatok is képesek felhasználni táplálkozásuk során. A glikogén az állatok tartaléktápanyaga. A cellulózt a magasabbrendű élőlények általában nem (kivétel a kérődzők, mivel a kérődző állatok emésztőrendszere tartalmaz olyan mikroorganizmusokat, melyek lebontják a cellulózt), csak egyes baktériumok és számos gombafaj képes megemészteni, így szerepe elsősorban a növényi sejtek falának felépítése.
A poliszacharidokat enzimekkel vagy savas hidrolízissel lehet kisebb alkotórészeikre (oligo-, di-, majd monoszacharidokká) bontani.
A poliszacharidok vízben nem (vagy csak nagyon rosszul) oldódnak, ízüket nem érezzük édesnek. Megjelenési formájuk nagyon változatos lehet.